# Northern Pacific Airways
Northern Pacific Airways là một hãng hàng không giá rẻ có trụ sở tại Sân bay quốc tế Ted Stevens Anchorage ở Anchorage, Alaska, Hoa Kỳ.

## Lịch sử hoạt động
Hãng hoạt động bên trong Alaska dưới thương hiệu và là cùng một công ty với Ravn Alaska. Ravn Connect là một công ty riêng biệt nhưng cũng là công ty con của FLOAT Alaska. Hãng có kế hoạch khai thác các chuyến bay xuyên Thái Bình Dương giữa Bắc Mỹ và Châu Á, với một điểm dừng tại Sân bay quốc tế Ted Stevens Anchorage. Mô hình kinh doanh của hãng đã được so sánh với Icelandair. Bắc Thái Bình Dương sẽ cho phép hành khách nhanh chóng kết nối với chuyến bay tiếp theo của họ hoặc có một điểm dừng chân dài hơn nhiều ngày tại Anchorage để cho phép hành khách tham quan ở Alaska.

## Điểm đến
Mặc dù các tuyến bay chính xác vẫn chưa được lên lịch, nhưng hãng có kế hoạch bay đến các điểm đến như Tokyo, Osaka, Seoul, Los Angeles, Las Vegas, San Francisco, New York và Orlando từ Sân bay quốc tế Ted Stevens Anchorage. Do việc đóng cửa không phận Nga đang diễn ra và sự chậm trễ trong việc chứng nhận từ chính quyền Hàn Quốc và Nhật Bản, hãng đang lên kế hoạch khởi động các chuyến bay đến Mexico trước.

## Đội bay
Độ tuổi trung bình đội bay tính đến tháng 1 năm 2023 là 27.7 năm.
Tính đến tháng 1 năm 2023:
| Máy bay        | Đang hoạt động | Đặt hàng | Hành khách | Ghi chú |
| -------------- | -------------- | -------- | ---------- | ------- |
| Boeing 757-200 | 4              | 8        | TBA        |         |
| Tổng cộng      | 4              | 8        |            |         |